# Inurois membranaria
Inurois membranaria là một loài bướm đêm trong họ Geometridae.